# Cathartes emsliei
Cathartes emsliei (лат.) — вымерший вид птиц-падальщиков из семейства американских грифов.
Известны только по ископаемым остаткам, обнаруженным в западной части Кубы. В основном их находили в пещерах, в асфальтовых местонахождениях, относящихся к четвертичному периоду.
Были существенно мельче ныне существующих грифов-индеек.
Вероятно, вымерли в голоцене.

## Название
Вид назван в честь доктора Стивена Эмсли (Dr. Steven Emslie), профессора палеонтологии Университета Северной Каролины в Уилмингтоне.